# Лучников переулок
Лу́чников переу́лок — небольшая улица в центре Москвы в Басманном районе между Лубянским проездом и Большим Златоустинским переулком.

## История
В документе 1621 года переулок назван Егупьевской улицей, видимо, по фамилии домовладельца. В середине XVII века переулок входил в состав Евпловки (эта улица включала также часть Большого Златоустинского переулка и участок Мясницкой улицы до Милютинского переулка), названной по церкви Архидиакона Евпла. Позднее именовался Георгиевский переулок по церкви Георгия в Лучниках. Каменное здание церкви построено в конце XVII века, но первые сведения о Георгиевском храме «у Коровьей площадки» (святой Георгий на Руси считался покровителем скотоводства) относятся к 1460-м гг. В 1638 году церковь названа «Егорий в Лушках» (то есть в лужках). Современное название переулок получил в 1922 году. Получил название, по одной версии, по находившемуся на этом месте в XVII веке селению Лучники, где жили ремесленники, изготовлявшие луки, по другой версии — здесь торговали луком.

## Описание
Лучников переулок начинается от Лубянского проезда и проходит на северо-восток до Большого Златоустинского.

## Здания и сооружения
По нечётной стороне:
- № 1/11 — Административное здание (1996—1998, архитекторы С. Ткаченко, С. Ануфриев, В. Гаврилова и другие)[2]. Ранее на этом месте находился двухэтажный доходный дом Зайцева, построенный на рубеже 18-19 веков. Один из немногих домов уцелевших в пожаре 1812 года. С 1993 года владельцем дома стало ТОО «Аквилон». В 1996 году дом снесли, несмотря на то, что он был представлен к постановке на госохрану как памятник архитектуры. В 1998 году, по заказу того же ТОО, было построено шестиэтажное здание.
- № 5 — Доходный дом Ю. А. Воейковой (?; перестроен в 1878 году архитектором М. И. Никифоровым)
- № 7/4, строение 1 — банк «Возрождение»;

По чётной стороне:
- № 2 — фонд Российский общественно-политический центр (Фонд РОПЦ);
- № 4, стр. 1 — доходный дом Бахрушиных с магазинами (1889, архитектор Н. Н. Васильев)[3]. Ныне здание занимают ряд общественных организаций (Ассамблея народов России, Союз общественных объединений Российский исследовательский центр по правам человека, благотворительный общественный фонд «Право Матери» и другие).
- № 4, стр. 2 — Ассоциация дорожников Москвы; печатный центр «Деловой континент»;
- № 6/6 — «Большая Сибирская гостиница» Н. Д. Стахеева (1900, арх. М. Ф. Бугровский), объект культурного наследия регионального значения.

## Движение
Движение в переулке — одностороннее, от Большого Златоустинского переулка к Лубянскому проезду.